# Ennahar El Djadid
Ennahar ou Ennahar El Djadid (Le Nouveau Jour) (en arabe : النهار الجديد) est un quotidien généraliste algérien en langue arabe créé en 2007. 

## Histoire
Le journal, comme la chaîne de télévision de même nom, Ennahar TV appartiennent au groupe éponyme, Ennahar.

## Tirage et diffusion
En 2011, c'est le troisième plus gros tirage de toute la presse algérienne derrière Echorouk et El Khabar. Le tirage du quotidien Ennahar a atteint 365 005 exemplaires pour une diffusion totale de 325 699 exemplaires. Le tirage du quotidien atteint 231 855 exemplaires en 2014 contre 286 557 l’année précédente (-19,09 %).

## Affaires judiciaires
Le 12 février 2020, le directeur du groupe médiatique Ennahar, propriétaire du journal, est arrêté par la Gendarmerie algérienne. Il est poursuivi pour plusieurs chefs d'inculpation sans liens directs avec son activité de journaliste : trafic d’influence, obtention d’indus avantages, outrage à corps constitué, atteinte à la vie privée, non-respect de la loi sur le mouvement des capitaux de et vers l’étranger ; il est placé en détention provisoire,.
Fin avril 2020, le journal, en butte à des difficultés financières, annonce la suspension de son édition papier. À cette occasion, des journalistes dénoncent le « terrorisme médiatique » du journal, qu'ils qualifient de « principal instrument de diabolisation des opposants algériens ». Il est ensuite saisi à la suite d'une décision judiciaire.